# Players’ Championships
Players’ Championships – turniej curlingowy, jako jedyny w Wielkim Szlemie, podczas którego rywalizują zarówno mężczyźni i kobiety.
Jest to turniej kończący sezon World Curling Tour, zazwyczaj rozgrywa się go w marcu bądź kwietniu. Turniej męski organizowany jest od 1993 a kobiecy od 2006.
Najwięcej razy po tytuły mistrzowskie w zawodach sięgali Kevin Martin i Jennifer Jones.
Jako że wyniki turnieju brane były pod uwagę w procesie kwalifikacji do Canadian Olympic Curling Trials 2009, w latach 2007–2009 w rywalizacji mogły brać udział jedynie drużyny kanadyjskie.

## Kobiety
| Rok  | Miasto         | Liczba drużyn | Zwycięzca                                                                | Finalista                                                                 |
| ---- | -------------- | ------------- | ------------------------------------------------------------------------ | ------------------------------------------------------------------------- |
| 2006 | Calgary        | 15            | Jennifer Jones, Cathy Overton-Clapham, Jill Officer, Georgina Wheatcroft | Cheryl Bernard, Susan O’Connor, Carolyn Darbyshire, Cori Bartel           |
| 2007 | Calgary        | 16            | Jennifer Jones, Cathy Overton-Clapham, Jill Officer, Dawn Askin          | Kelly Scott, Jeanna Schraeder, Sasha Carter, Renee Simons                 |
| 2008 | St. John’s     | 16            | Amber Holland, Kim Schneider, Tammy Schneider, Heather Seeley            | Krista McCarville, Tara George, Kari MacLean-Kraft, Lorraine Lang         |
| 2009 | Grande Prairie | 16            | Jennifer Jones, Cathy Overton-Clapham, Jill Officer, Dawn Askin          | Shannon Kleibrink, Amy Nixon, Bronwen Webster, Chelsey Bell               |
| 2010 | Dawson Creek   | 16            | Cheryl Bernard, Susan O’Connor, Carolyn Darbyshire, Cori Bartel          | Crystal Webster, Lori Olson-Johns, Samantha Preston, Stephanie Malekoff   |
| 2011 | Grande Prairie | 16            | Jennifer Jones, Kaitlyn Lawes, Jill Officer, Dawn Askin                  | Rachel Homan, Emma Miskew, Alison Kreviazuk, Lisa Weagle                  |
| 2012 | Summerside     | 8             | Stefanie Lawton, Sherry Anderson, Sherri Singler, Marliese Kasner        | Cathy Overton-Clapham, Jenna Loder, Ashley Howard, Breanne Meakin         |
| 2013 | Toronto        | 15            | Eve Muirhead, Anna Sloan, Vicki Adams, Claire Hamilton                   | Maria Prytz, Christina Bertrup, Maria Wennerström, Margaretha Sigfridsson |
| 2014 | Summerside     | 15            | Jennifer Jones, Kaitlyn Lawes, Jill Officer, Dawn McEwen                 | Rachel Homan, Emma Miskew, Alison Kreviazuk, Lisa Weagle                  |
| 2015 | Toronto        | 12            | Eve Muirhead, Anna Sloan, Vicki Adams, Sarah Reid                        | Anna Sidorowa, Margarita Fomina, Aleksandra Saitowa, Jekatierina Gałkina  |

## Mężczyźni
| Rok  | Miasto            | Liczba drużyn | Zwycięzca                                                      | Finalista                                                     |
| ---- | ----------------- | ------------- | -------------------------------------------------------------- | ------------------------------------------------------------- |
| 1993 | Calgary           | 32            | Russ Howard, Glenn Howard, Wayne Middaugh, Peter Corner        | Paul Savage                                                   |
| 1994 | Calgary           |               | Kevin Martin, Kevin Park, James Pahl, Don Bartlett             | Ed Werenich, John Kawaja, Pat Perroud, Neil Harrison          |
| 1995 | Selkirk           | 32            | Murray McEachern, Rick Schneider, Daryl Nixon, Larry Schneider | Brad Heidt, Mark Dacey, Wayne Charteris, Dan Ormsby           |
| 1995 | Jasper            | 24            | Wayne Middaugh, Graeme McCarrel, Ian Tetley, Scott Bailey      | Dale Duguid, Dan Carey, Russ Hayes, Doug Armstrong            |
| 1997 | Winnipeg          | 32            | Russ Howard, Glenn Howard, Scott Patterson, Phil Loevenmark    | Randy Woytowich, Kelly Yuzdopski, Brian McCusker, Ron Pugsley |
| 1998 | Fort McMurray     | 24            | Kevin Martin, Don Walchuk, Rudy Ramcharan, Marcel Rocque       | Vic Peters, Dan Carey, Chris Neufeld, Don Harvey              |
| 1999 | Winnipeg          | 24            | Wayne Middaugh, Graeme McCarrel, Ian Tetley, Scott Bailey      | Russ Howard, Glenn Howard, Peter Corner, Neil Harrison        |
| 2000 | Winnipeg          | 24            | Kevin Martin, Don Walchuk, Carter Rycroft, Don Bartlett        | Wayne Middaugh, Graeme McCarrel, Ian Tetley, Scott Bailey     |
| 2001 | Calgary           | 24            | Wayne Middaugh, Graeme McCarrel, Ian Tetley, Scott Bailey      | Kevin Martin, Don Walchuk, Carter Rycroft, Don Bartlett       |
| 2002 | Strathroy-Caradoc | 21            | Wayne Middaugh, Graeme McCarrel, Ian Tetley, Scott Bailey      | Vic Peters, Mark Olson, Chris Neufeld, Steve Gould            |
| 2003 | Leduc             | 32            | Jeff Stoughton, Jon Mead, Gary Van Den Berghe, Jim Spencer     | John Morris, Joe Frans, Brent Laing, Craig Savill             |
| 2004 | St. John’s        | 18            | John Morris, Kevin Koe, Marc Kennedy, Paul Moffat              | Kevin Martin, Don Walchuk, Carter Rycroft, Don Bartlett       |
| 2005 | St. John’s        | 18            | Kevin Martin, Don Walchuk, Carter Rycroft, Don Bartlett        | Brad Gushue, Mark Nichols, Mike Adam, Jamie Korab             |
| 2006 | Calgary           | 15            | David Nedohin, Randy Ferbey, Scott Pfeifer, Marcel Rocque      | Kevin Martin, Don Walchuk, Carter Rycroft, Adam Enright       |
| 2007 | Calgary           | 16            | Kevin Martin, John Morris, Marc Kennedy, Ben Hebert            | Blake MacDonald, Kevin Park, Carter Rycroft, Nolan Thiessen   |
| 2008 | St. John’s        | 16            | Glenn Howard, Richard Hart, Brent Laing, Craig Savill          | Kevin Martin, John Morris, Marc Kennedy, Ben Hebert           |
| 2009 | Grande Prairie    | 16            | David Nedohin, Randy Ferbey, Scott Pfeifer, Marcel Rocque      | Glenn Howard, Richard Hart, Brent Laing, Craig Savill         |
| 2010 | Dawson Creek      | 16            | Kevin Martin, John Morris, Marc Kennedy, Ben Hebert            | Brad Gushue, Mark Nichols, Ryan Fry, Jamie Korab              |
| 2011 | Grande Prairie    | 16            | Kevin Martin, John Morris, Marc Kennedy, Ben Hebert            | Niklas Edin, Sebastian Kraupp, Fredrik Lindberg, Viktor Kjäll |
| 2012 | Summerside        | 8             | John Epping, Scott Bailey, Scott Howard, David Mathers         | Glenn Howard, Wayne Middaugh, Brent Laing, Craig Savill       |
| 2013 | Toronto           | 15            | Glenn Howard, Wayne Middaugh, Brent Laing, Craig Savill        | Mike McEwen, B.J. Neufeld, Matt Wozniak, Denni Neufeld        |
| 2014 | Summerside        | 15            | Kevin Martin, Marc Kennedy, David Nedohin, Ben Hebert          | Brad Jacobs, Ryan Fry, E.J. Harnden, Ryan Harnden             |
| 2015 | Toronto           | 12            | Brad Jacobs, Ryan Fry, E.J. Harnden, Ryan Harnden              | Mike McEwen, B.J. Neufeld, Matt Wozniak, Denni Neufeld        |

## Pula nagród
Kobiety
- 100 000 – od 2006

Mężczyźni
- 50 000: 1998
- 75 000: marzec 1995
- 100 000: 1999, od 2007
- 120 000: 1993
- 150 000: 2000–2006

## Nazwa turnieju
- Players’ Championship: od 2013
- Sun Life Financial Players’ Championship: 2012
- GP Car and Home Players’ Championship: 2011
- Grey Power Players Championship: 2009, 2010
- Tylenol Players Championship: 2008

Kobiety
- BDO Classic Womens Players Championship: 2006
- Grand Slam: Women`s Players Championship: 2007

Mężczyźni
- Grand Slam: Men`s Players Championship: 2007
- Calgary Herald Players Championship: 2006
- PharmAssist Players Championships: 2003–2005
- WCT Players’ Championship: 1999, 2002
- Husky WCT Players’ Championship: 2001
- GMC Players’ Championship: 2000
- Apolla World Curling Tour Championship: 1998
- Players Championship: 1994, grudzień 1995, 1997
- Asham/8-Ender Cup – Tour Championship: marzec 1995
- Seagrams VO Cup: 1993